# Abbaye Notre-Dame de Fontaine-Guérard
Pour les articles homonymes, voir Abbaye Notre-Dame et Guérard.
L’abbaye de Fontaine-Guérard est une abbaye cistercienne féminine située sur la commune de Radepont dans le département de l’Eure en Normandie.
Les vestiges de l'abbaye font l'objet d'un classement au titre des monuments historiques depuis le 6 avril 1937, spécialement la chapelle.

## Introduction
Elle appartient stylistiquement au style gothique normand sous sa forme précoce et présentant des caractéristiques propres à la Normandie. Il est notamment remarquable dans la salle capitulaire largement ouverte sur l'ancien cloître, disparu aujourd'hui.
Il ne reste pratiquement rien des bâtiments extra-claustraux, sinon, au nord, le cellier voûté que surmonte la chapelle Saint-Michel. Par contre, s’articulant avec les ruines de l’église abbatiale, le bâtiment claustral fermant à l’est le quadrilatère conventuel est pratiquement intact. Il constitue un ensemble homogène de haute qualité, avec notamment ses deux salles du rez-de-chaussée (salle capitulaire et salle de travail des moniales) et son dortoir à l’étage. Il s’agit là d’un témoignage notable à la fois de l’architecture monastique anglo-normande du début du XIIIe siècle et du plan généralement adopté dans les abbayes cisterciennes. De plus, les bâtiments conservés n’ayant guère subi de modifications aux siècles succédant au Moyen Âge, le visiteur découvre l’abbaye sous son apparence médiévale.

## Histoire

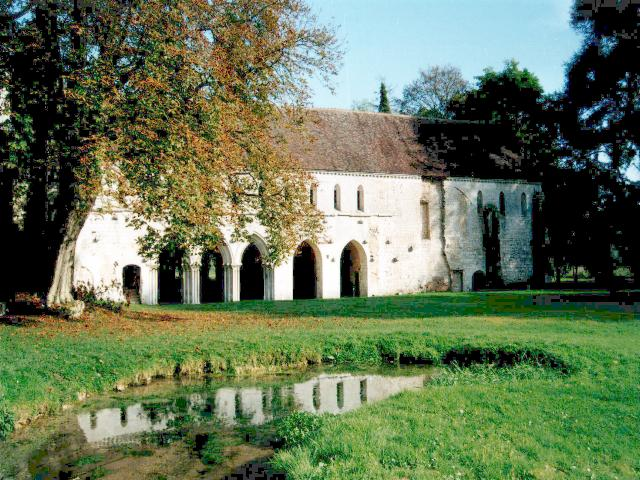
Au premier plan, la source de l'abbaye.

Vers 1135, Amaury Ier de Meulan, seigneur de Gournay, fonde un prieuré de femmes en un endroit appelé Fontaine-Guérard, lieu où coule une source, sur les terres d'un certain Guérard (Gérard en normand). Vers 1190, sur la demande de Gautier de Coutances, archevêque de Rouen et grand bienfaiteur de monastères, Robert III de Beaumont dit blanches mains, comte de Leicester et cousin d'Amaury de Meulan, fait un don important assurant la renaissance de l'établissement.
Avant 1207, les moniales s’affilièrent à l’ordre de Cîteaux et une bulle du pape Innocent III en ratifie les privilèges. L’église est consacrée en 1218 par Robert Poulain, archevêque de Rouen. Tous les bâtiments réguliers sont construits en 1253, lorsque la première abbesse Ida en prend possession. Le prieuré est érigé en abbaye par saint-Louis.
Beaucoup d’abbesses appartenaient à l’aristocratie du pays. Dans la liste, quelques noms dominent. On cite Élisabeth de Maromme qui gouverna l’abbaye pendant quarante-quatre ans (1496-1540) et fit exécuter des travaux importants. On parle surtout d'Élisabeth Le Cordier de Bigards de la Londe, abbesse pendant quarante-deux ans (1619-1661).

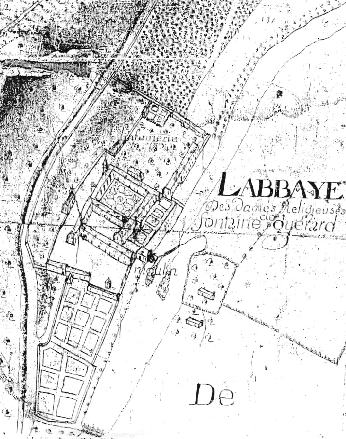
Plan de l'abbaye (début XVIIIe siècle).

À la Révolution française, les bâtiments sont vendus comme biens nationaux. La dernière abbesse fut Marie Madeleine-Eléonore du Bosc de Radepont. Nommée en 1777, elle se retire dans sa famille à Radepont en 1790 lors de la dispersion du monastère.
À la destination religieuse des lieux allait succéder une utilisation industrielle.
Le 12 mars 1792, François Guéroult devient acquéreur des bâtiments. Dès lors, il décide de créer une vaste filature de coton. C’est ainsi qu’il va utiliser l’abbaye comme carrière de pierre pour la construction de la première filature. En 1822, M. Guéroult vend le domaine industriel au baron Levavasseur, propriétaire de nombreuses filatures en Normandie.
En 1851, dans son Histoire du château de Radepont et de l’abbaye de Fontaine-Guérard, Léon Fallue nous informe qu’il ne reste de l’abbaye que deux bâtiments et l'église, qui forment ensemble les trois parties latérales d’un carré : il s'agit du bâtiment des moniales et du bâtiment sud comprenant le chauffoir et le réfectoire.
Au début du XXe siècle, les descendants du baron Levavasseur vendent le domaine monastique. Plusieurs acquéreurs se succèdent jusqu’en 1937, date à laquelle le dernier propriétaire Fernand Colombel, sans héritier, lègue son domaine à l’Armée du salut. Après la Seconde Guerre mondiale, l’Armée du salut met en place un programme de restauration des bâtiments conventuels en accord avec les Monuments historiques. Afin de valoriser le patrimoine architectural, la Fondation de l'Armée du salut a mis en place en 2003 des chantiers d’insertion à objet culturel permettant ainsi de lutter à la fois contre l’exclusion sociale et contre l’exclusion culturelle.
En 2013, l'Armée du Salut a vendu son domaine à un propriétaire privé. L'abbaye est devenue un site touristique important dans le Pays du Vexin normand. L'abbaye a accueilli en 2017 le concours international de peinture grand format en Normandie.

## Armes de l'abbaye
| Armes de l'abbaye de Notre-Dame de Fontaine-Guérard | Les armes de l'abbaye de Notre-Dame de Fontaine-Guérard se blasonnent ainsi : d'argent, à deux fasces de gueules (qui sont de Roncherolles). |

## Description des bâtiments
Face à l'entrée, une source appelée « Fontaine-qui-guérit » est d'un débit d'eau important. Elle serait à l'origine de la construction. Comme dans toutes les abbayes cisterciennes la présence de l'eau est primordiale.

### Église abbatiale

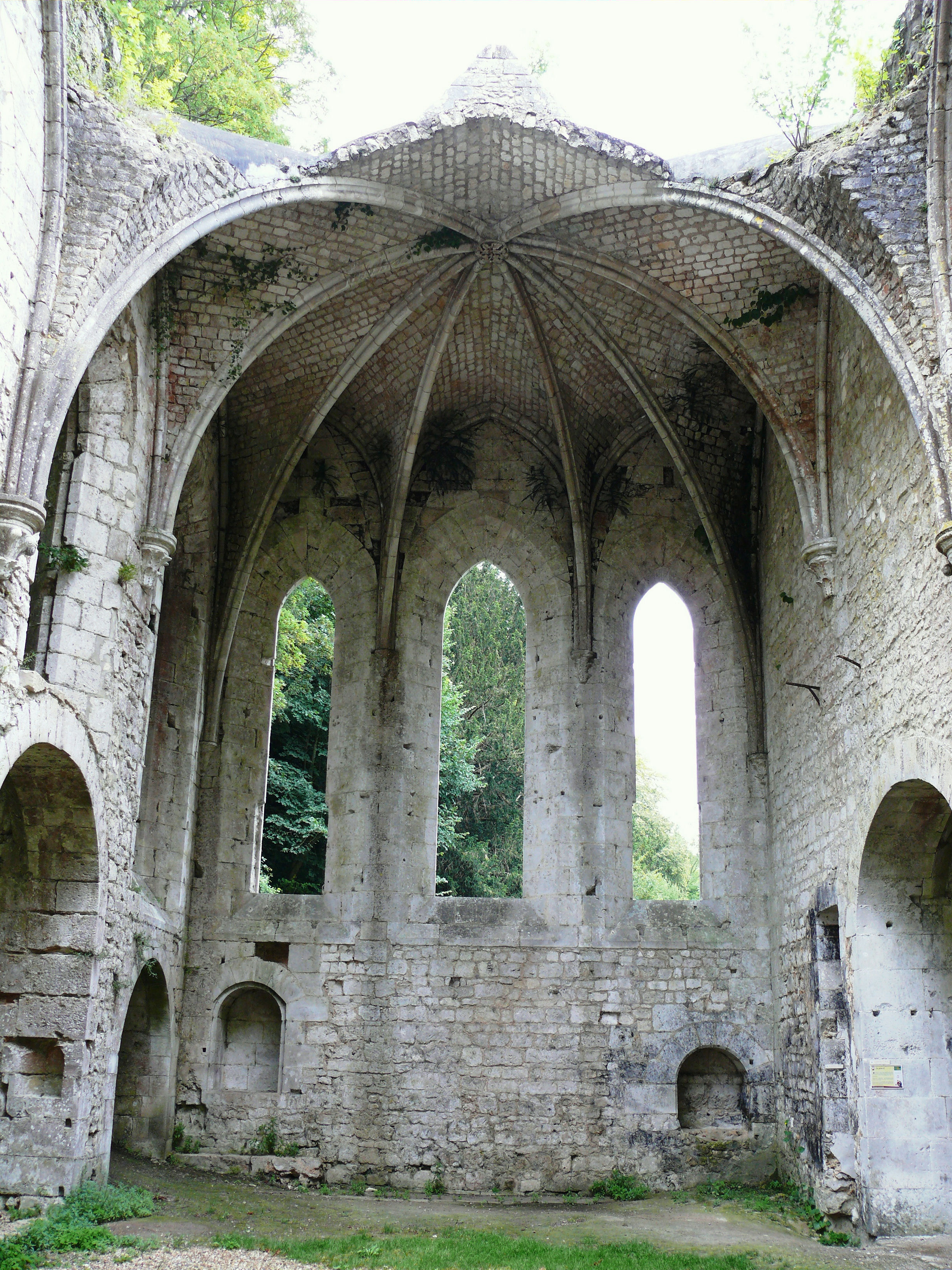
Église abbatiale.

Comme toute église abbatiale de moniales, celle de Fontaine-Guérard est un simple vaisseau rectangulaire, orienté est-ouest, de 30 m par 7,30 m de large, terminé, selon l’usage habituel chez les cisterciens, par un chevet plat percé de trois fenêtres à lancette dont celle du milieu est plus haute. Deux évidements sont creusés dans le mur. L'un correspond à l'armoire renfermant les Vases Sacrés et les Saintes Huiles ; l'autre, un bénitier. Les évidements creusés dans les murs latéraux correspondent à l'emplacement d'anciens tombeaux.

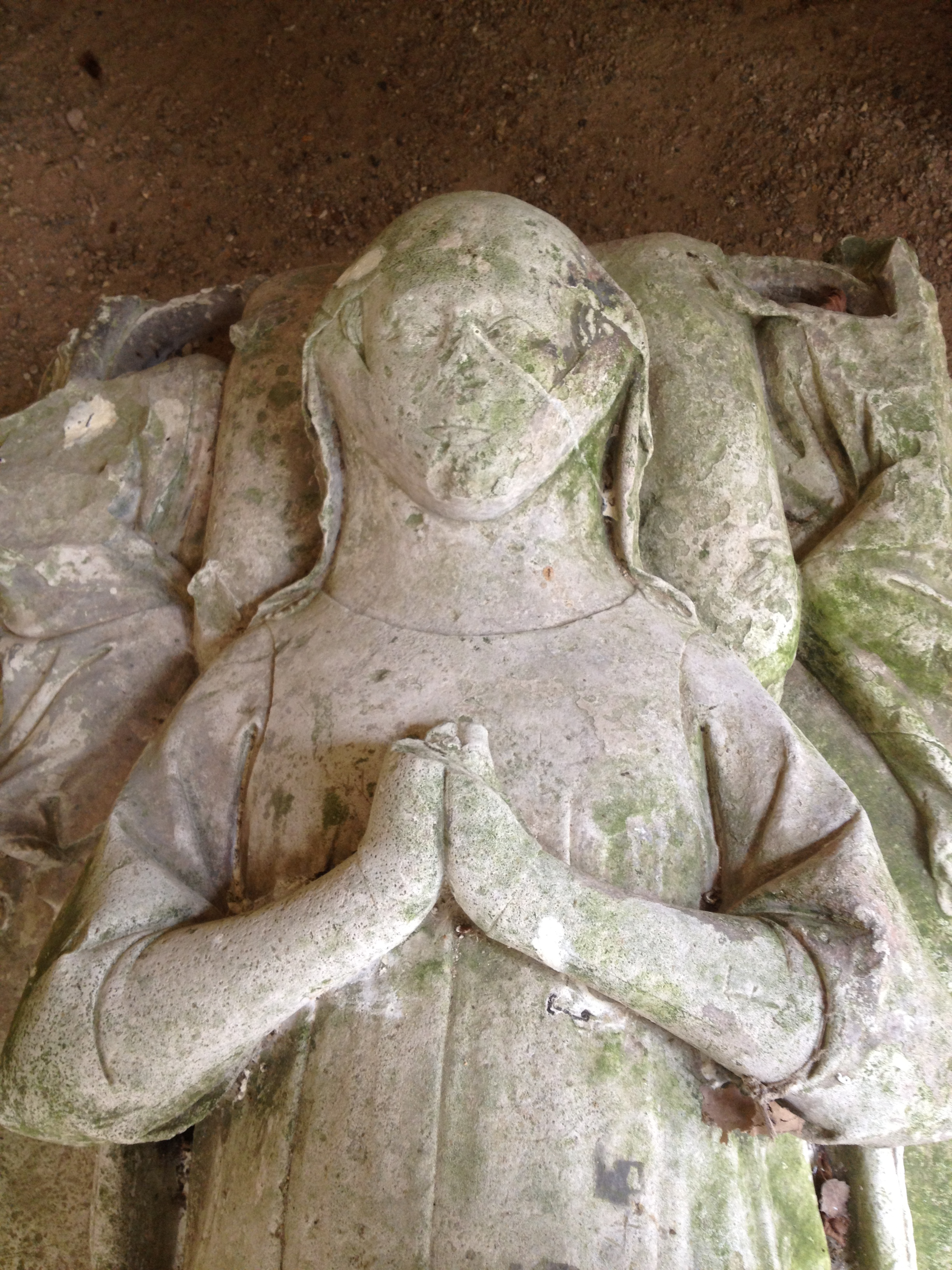
Gisant dit de Marie de Ferrières.

L’église est éclairée par des baies à lancette, de moindre dimension au sud qu’au nord à cause de l’implantation du comble de la galerie du cloître.
La voûte de la nef a disparu. Cependant, les différences de niveau des culots qui recevaient les retombées de la voûte de part et d’autre de l’édifice, montrent qu’il s’agissait d’une voûte sexpartite.
La porte des converses située au sud, permettait aux sœurs converses de se rendre dans le cloître et dans leurs bâtiments réservés. La porte des moniales donnait, elle aussi, sur le cloître. Cette porte leur était réservée. Au nord, la « porte des morts ». Celle-ci communiquait directement avec le cimetière de l'abbaye.
Un gisant repose dans la chapelle sud de l'église et porte les costumes du milieu du XIIIe siècle. À ses pieds, deux chiens se disputent des os. La tête de la défunte repose sur un oreiller tenu par deux anges quelque peu brisés. Ce gisant représenterait Marie de Ferrière.
Marie de Ferrière était l'épouse de Guillaume de Léon, chevalier, seigneur d'Hacqueville. Cette union ne fut pas heureuse, car Guillaume maltraitait sa femme. Celle-ci se retira dans le monastère de Fontaine-Guérard. Son mari lui portant une haine implacable, conçut le projet de la faire assassiner. Une nuit, il envoya donc des hommes qui s'introduisirent dans l'abbaye. Marie de Ferrière tenta de fuir mais en vain ; elle mourut la gorge tranchée.

### Sacristie
La sacristie est la salle où pouvait s'habiller le chapelain. La porte de celle-ci donne directement dans le chœur de l'abbatiale afin que le prêtre ne puisse croiser les moniales cloîtrées. Voûtée en berceau plein cintre, elle est éclairée vers l'est par deux baies rectangulaires. Sous l'une d'elles, deux piscines ou lavabos sont creusées dans la pierre. Au ras du sol, à l'angle du mur opposé aux ouvertures, on peut observer la pierre de Consécration ornée d'une croix.

### Dortoir

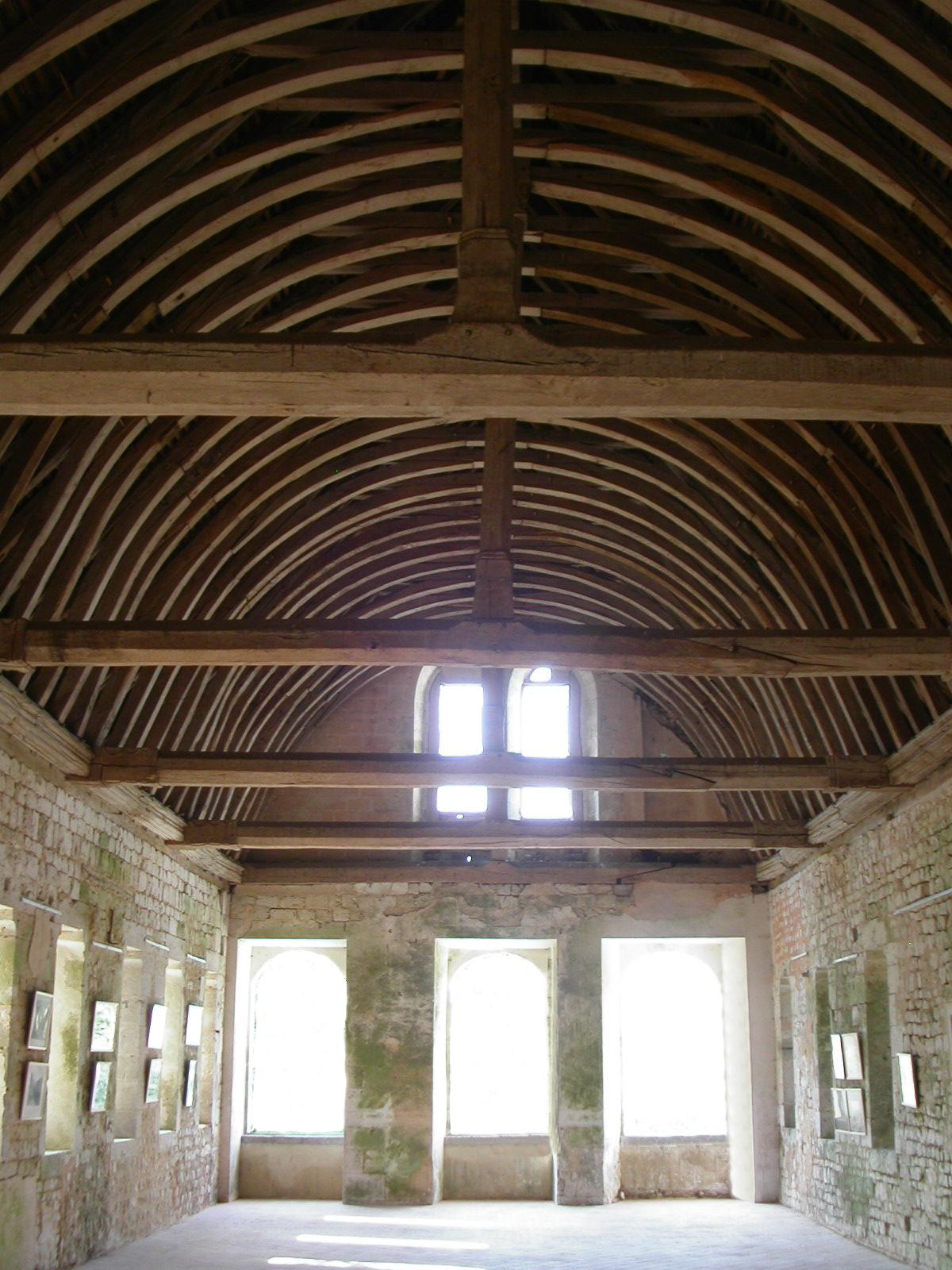
Le dortoir des moniales.

Situé à l’étage du bâtiment des moniales, l’accès au dortoir s’effectue par l’escalier menant depuis le cloître.
La charpente, modifiée vers la fin du XVIIe siècle, comporte encore un certain nombre d’éléments très anciens, surtout vers le nord, datant du XIIIe siècle. On peut aussi observer les extrémités moulurées des poutres.
Mais au temps des moniales, un plafond couvrait l’ensemble des cellules disposées de chaque côté du couloir central.
Le dortoir est éclairé sur les côtés par des baies étroites. Chaque ouverture correspondait à une cellule.
La pièce contiguë au dortoir était la chambre de l'abbesse, mère supérieure de l'abbaye.

### Salle capitulaire

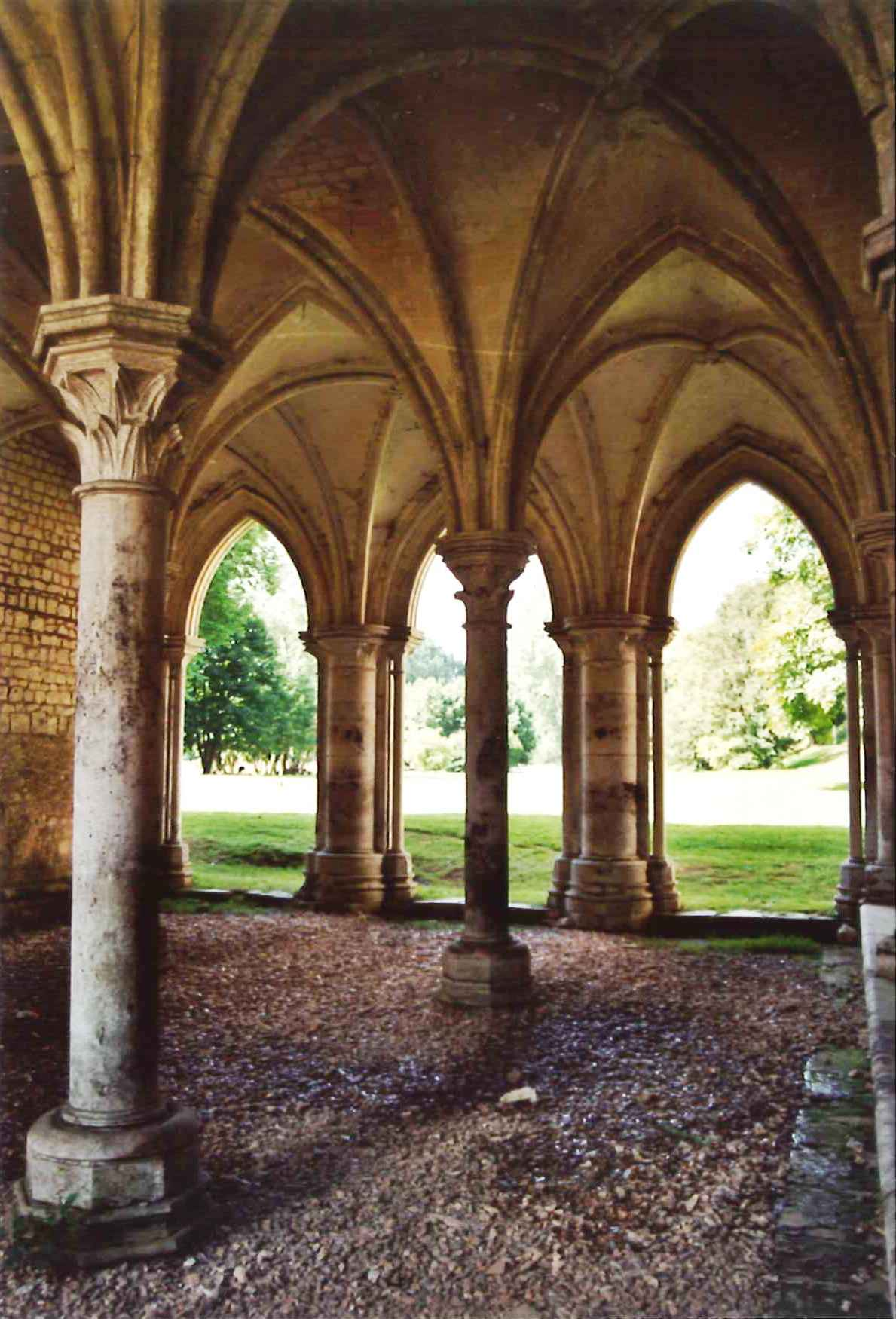
La salle capitulaire.

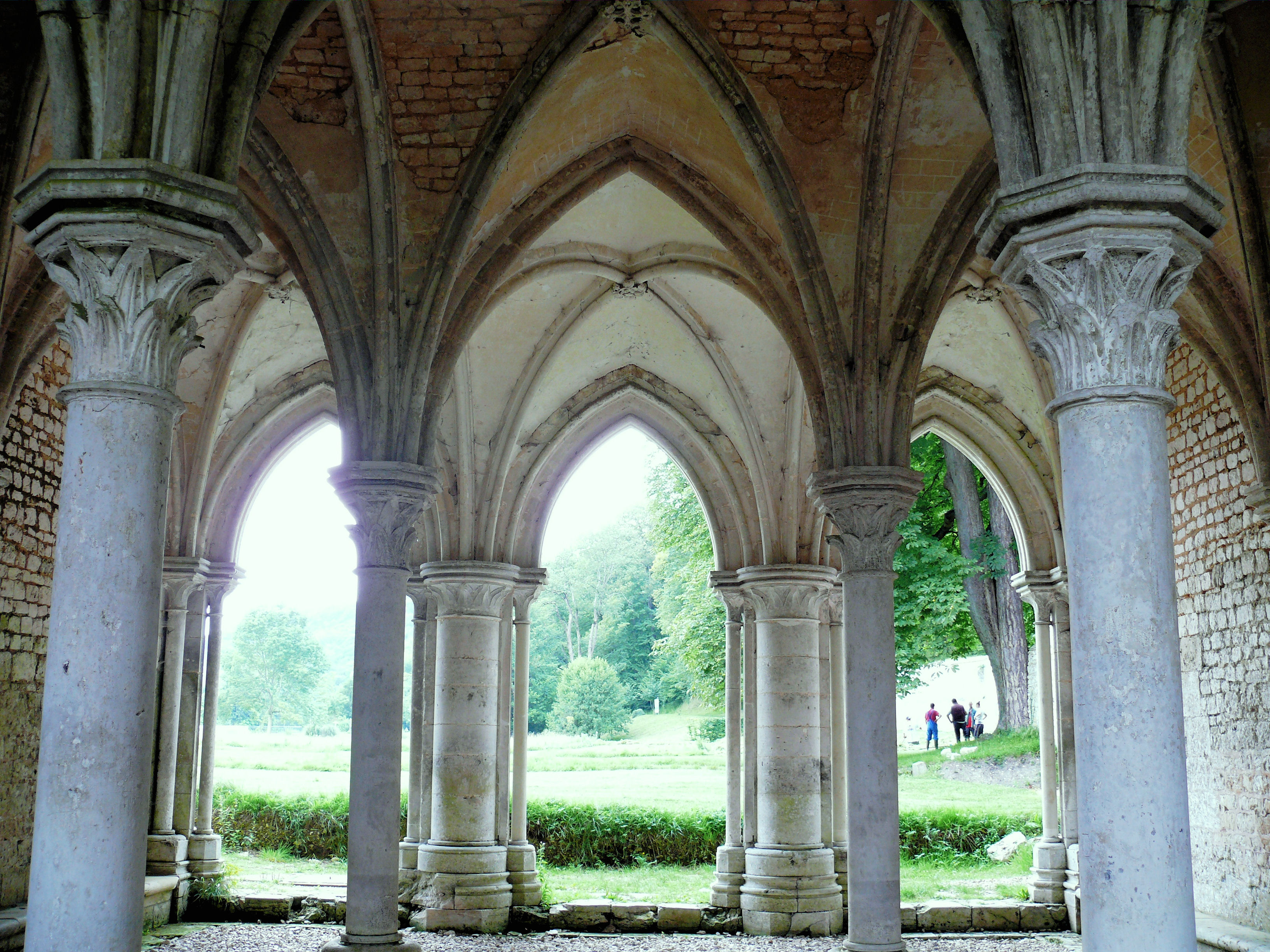
Salle capitulaire.

Élégante et harmonieuse, la salle capitulaire de Fontaine-Guérard est considérée par les spécialistes comme l’un des plus beaux exemples d’architecture gothique anglo-normande. Trois arcades largement ouvertes y donnent accès.
L’espace intérieur est divisé en neuf travées par quatre colonnes monolithiques qui reçoivent sur leurs chapiteaux les départs des voûtes quadripartites. Les clés de voûte sont ornées de feuillage. Cependant, l'une d’elles montre une chouette entourée de deux petits oiseaux.
La salle capitulaire est la salle de réunion où se lisait et commentait chaque jour un chapitre de la Règle. C'est là, également, que se faisaient les consultations concernant la vie spirituelle et matérielle de l'abbaye, d'où la présence de banquettes en pierre sur les trois côtés. Les converses ne délibéraient pas mais suivaient le déroulement debout depuis le cloître.

### Parloir
Contigu à la salle capitulaire, le parloir, local étroit, servait aux échanges indispensables à la bonne marche de l'abbaye car, selon les règles cisterciennes, à l'article 42 : « les moines doivent en tout temps s'appliquer au silence ».

### Passage
Un passage vers le jardin des simples fait suite au parloir. La différence avec le parloir réside dans la forme du berceau qui le couvre. Au parloir, le plein cintre et pour le passage, le berceau brisé.

### Infirmerie
À l'angle sud du dortoir se trouvait le bâtiment de l'infirmerie, le long du cours d'eau.

### Salle de travail

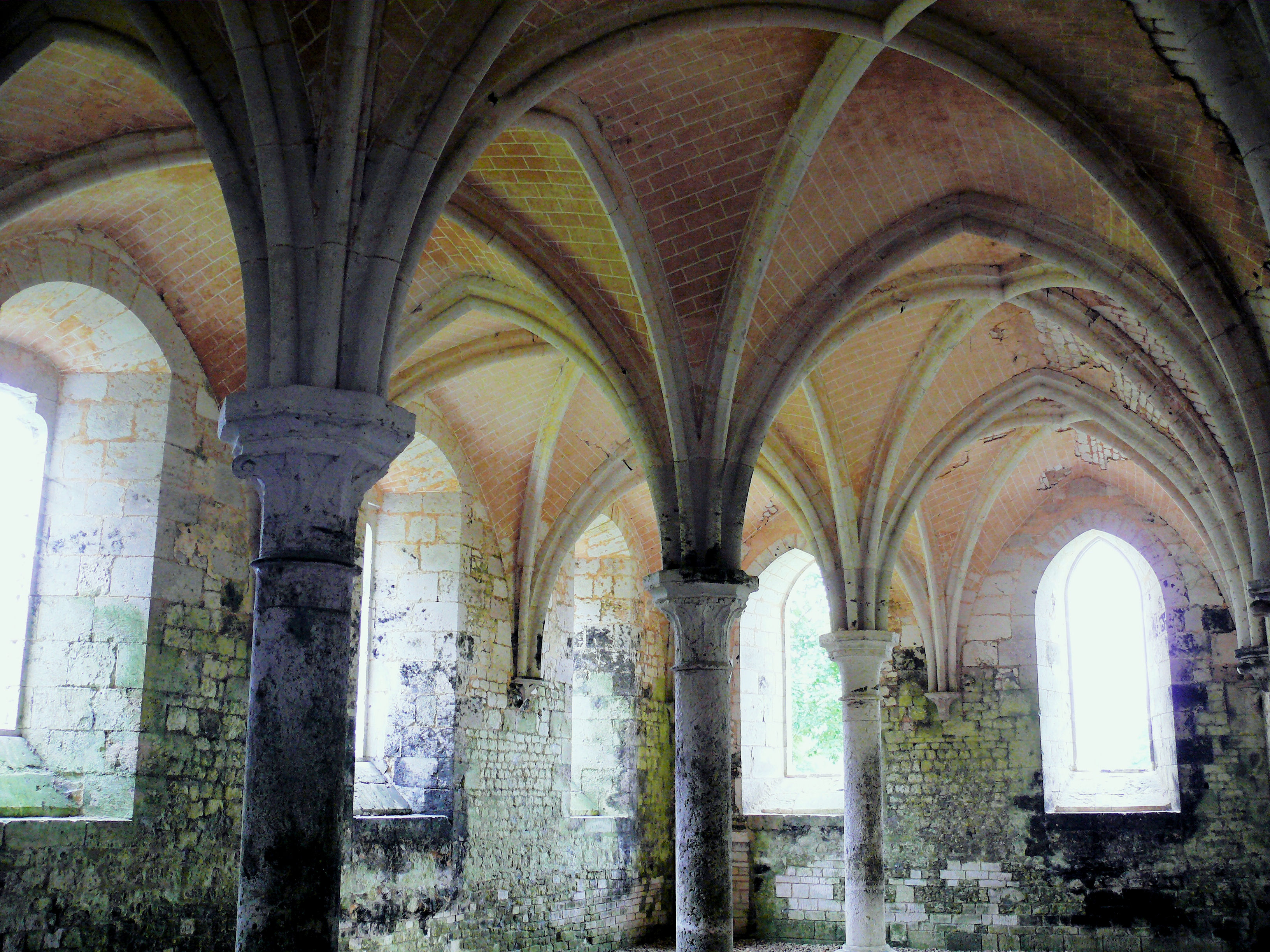
Scriptorium.

Dans les abbayes de femmes, la salle de travail sert d’ouvroir, atelier spécialisé dans les travaux de couture et de broderie. D’un décor plus simple que celui de la salle capitulaire, la salle des moniales comporte une colonnade centrale la divisant en deux nefs voûtées d’ogives, de quatre travées, avec des chapiteaux à tailloir octogonal. On remarquera que, le long des parois, les retombées de la voûte sont reçues ici par de simples culots à crochets. Sur les murs et sur les voûtes, il y a quelques traces de peintures d’origine en excellent état et qui n’ont jamais été restaurées.

### Chauffoir
Situé dans l'aile sud de l'abbaye, en face de l'abbatiale, le bâtiment abritant le chauffoir n'existe plus. Toutefois, en sortant de la salle de travail par la porte donnant sur l'emplacement de l'ancien bâtiment, il est possible de voir les traces de la cheminée. Le chauffoir était la seule salle chauffée de l'abbaye.

### Réfectoire
Situé à côté de la cuisine, sur l'aile sud de l'abbaye, en face de l'église, le réfectoire a disparu. Il comportait à son extrémité une chaire dans laquelle une sœur faisait la lecture, tandis que les autres prenaient leur repas en silence.

### Cuisine et l'aile des sœurs converses
Les bâtiments n'existent plus.
L'emplacement de la cuisine répond à la logique du travail. Elle jouxte le réfectoire et se trouve à proximité immédiate du bâtiment des sœurs converses. La source qui s'écoulait directement vers la rivière faisait tourner les broches des foyers.
Le bâtiment des converses qui fermait à l'ouest le cloître comportait un réfectoire au rez-de-chaussée et leur dortoir à l'étage.

### Cloître
Il ne reste que des traces de cloître : les veines creusées dans le mur de l'église pour accueillir les poutres de la charpente, quelques corbeaux étagés le long du mur de la salle capitulaire.

### Logis abbatial
Le logis abbatial n'existe plus.
L'abbaye de Fontaine-Guérard étant une abbaye de femmes, le logis abbatial correspondait au quartier des hommes. Il permettait ainsi d'héberger le « père-immédiat ». C'est un moine qui fait le lien avec l'extérieur. Le logis accueillait aussi un prêtre séculier choisi par l'abbesse. Ce prêtre est le chapelain de l'abbaye. Enfin, le logis servait d'habitation pour le « procureur » qui s'occupe de la gestion matérielle du domaine.
De style moyenâgeux à l'origine, le logis fut reconstruit durant la seconde moitié du XVIIIe siècle, dans le style Renaissance.

### Cellier et caves
Le cellier, datant de 1135, a été construit lors de l’installation du prieuré et a été conservé lors de la construction de l’abbaye. Face à la source, on pénètre dans une vaste salle rectangulaire sur laquelle se branche une galerie étroite voûtée en plein-cintre, qui s’insinue profondément sous la colline jusqu’à 30 m. Les 14 alvéoles creusées de chaque côté étaient destinées à entreposer le vin.

### Chapelle Saint-Michel

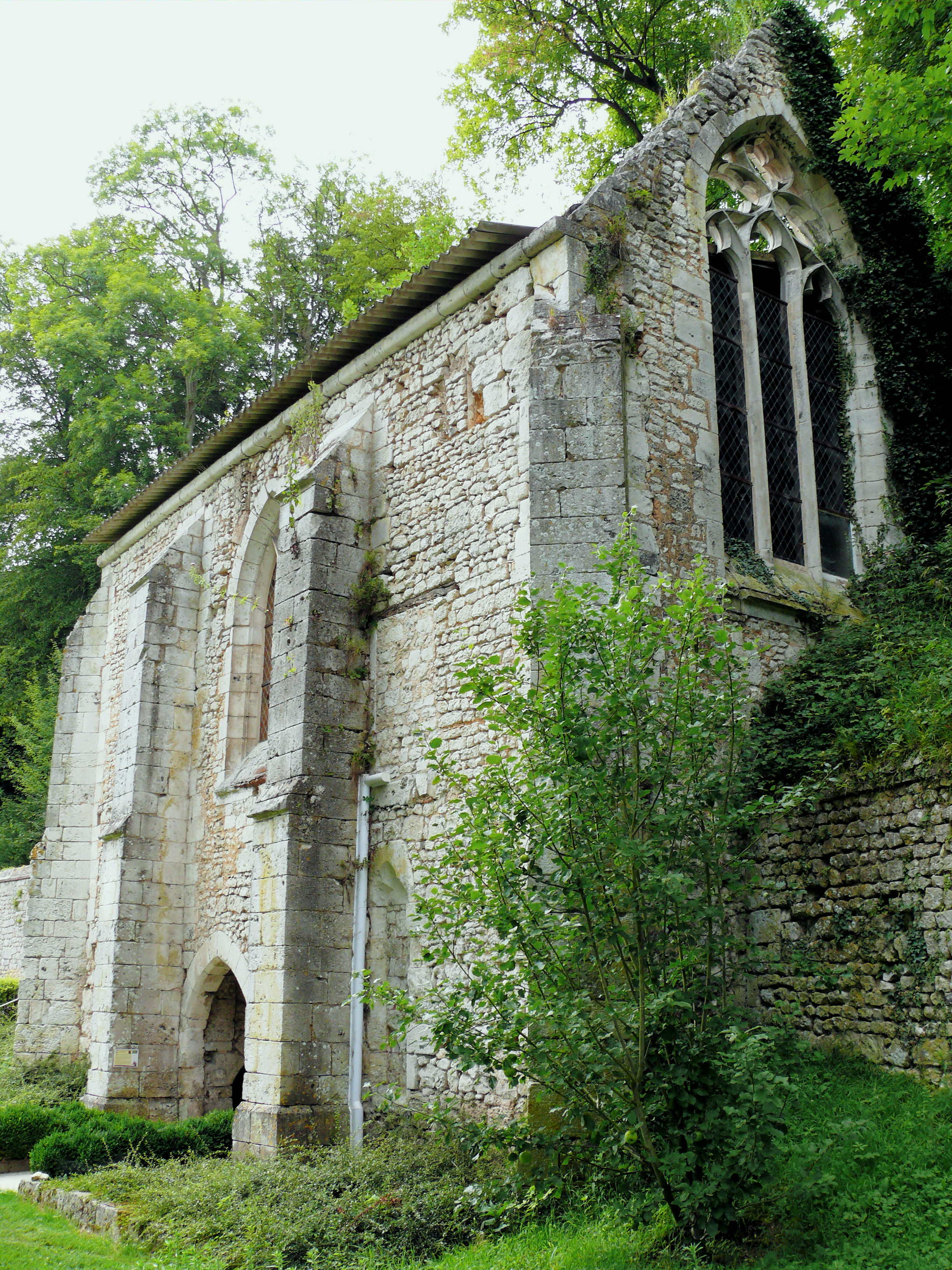
Chapelle Saint-Michel.

Au-dessus du cellier, l’étage est occupé par une chapelle sous le titre de saint Michel. Cette chapelle comportant des modifications du début du XVe siècle (contrefort à triple glacis, ouverture de type flamboyant), a succédé à la chapelle primitive, conservée après la fondation de l’église abbatiale. Ces travaux sont dus à Guillaume de Léon, époux de Marie de Ferrière, en expiation du meurtre de sa femme.

### Porterie
Une pierre du fronton s'orne de la date de 1742, année de sa restauration maladroite. Formée par un mur percée d'une grande porte charretière et d'une porte piétonne, elle était autrefois surmontée d'un corps de logis dans lequel se tenait le logement de la concierge.

## Liste des abbesses de Fontaine-Guérard
| 1253 | 1256 | Ida de Meulan                               |
| 1256 | 1260 | Ada                                         |
| 1260 | ?    | Pétronille 1re (Péronnelle de Mauvoisine)   |
| ?    | 1287 | Aveline de Mansigny                         |
| 1288 | 1332 | Ada II de Crèvecœur                         |
| 1333 | ?    | Clémence Jacob                              |
| ?    | ?    | Eustachie                                   |
| ?    | ?    | Pétronille II de Villequier                 |
| ?    | ?    | Jeanne I de la Treille                      |
| ?    | 1447 | Pétronille III de Maromme                   |
| 1447 | 1457 | Œlicie de Villiers                          |
| 1457 | 1461 | Jeanne II Dumont                            |
| 1461 | 1463 | Jeanne III Collin                           |
| 1463 | 1496 | Marguerite Marguerin                        |
| 1496 | 1540 | Élisabeth I de Maromme (elle abdiqua)       |
| 1540 | 1557 | Marie-Maurice de Meudon                     |
| 1557 | 1564 | Angélique Cruchon                           |
| 1564 | 1578 | Catherine Le Moine                          |
| 1578 | 1598 | Marie II Quesnel                            |
| 1598 | 1619 | Marie III de Roncherolles                   |
| 1619 | 1661 | Élisabeth II de Maromme                     |
| 1661 | 1672 | Charlotte de Bigard de la Londe             |
| 1672 | 1719 | Marie-Madeleine Le Cordier du Troncq        |
| 1719 | 1759 | Marie-Madeleine II du Tôt de Beaunay        |
| 1759 | 1777 | Anne Joubert de La Bastide de Châteaumorand |
| 1777 | 1789 | Marie-Madeleine-Éléonore du Bosc            |